# Bianor wunderlichi
Bianor wunderlichi es una especie de arañas araneomorfas de la familia Salticidae.

## Distribución geográfica
Es endémica de las islas Canarias (España) y quizá de las Azores.